# Parafia Miłosierdzia Bożego w Prudniku
Parafia Miłosierdzia Bożego w Prudniku – rzymskokatolicka parafia położona przy ul. ks. Skowrońskiego 35 w Prudniku. Parafia należy do dekanatu Prudnik w diecezji opolskiej.

## Historia
W dniu 2 sierpnia 1999, po opuszczeniu przez zakon kaznodziejski miasta Prudnik, na mocy dekretu bp Alfonsa Nossola została erygowana nowa parafia pod wezwaniem Miłosierdzia Bożego, której proboszczem został ks. Piotr Sznura.

## Terytorium
Ulice: Bema, Bończyka, Bożka, Cybisa, Jana Kazimierza, Jesionowa, Kombatantów, Korfantego, Księdza Koziołka, Ligonia, Lompy, Lwowska, Łangowskiego, Miarki, Monte Cassino, Nowa, Podgórna, Polna (i bloki), Powstańców Śląskich, Prążyńska, Robotnicza, Roboty, Rostka, Sadowa, Skowrońskiego, Smołki, Soboty, Tabory, Wiejska, Wileńska, Wybickiego.